# Cuasimáquina
El término cuasimáquina es usado en la Directiva Europea sobre Máquinas 2006/42/CE para referirse a: «un conjunto que constituye casi una máquina pero que no puede realizar por sí solo una aplicación determinada». En esencia una cuasimáquina es un elemento de maquinaria o «máquina componente» que junto con otros elementos constituye una máquina propiamente dicha.
Por ejemplo, un sistema de accionamiento es una cuasimáquina. Una cuasimáquina está destinada únicamente a ser incorporada a, o ensamblada con, otras máquinas, u otras cuasi máquinas o equipos, para formar una máquina a la que se aplique la presente directiva.